# Апалино-Басино (Дятловский район)
Апали́но-Ба́сино (бел. Апаліна-Басіна) — деревня в Дятловском сельсовете Дятловского района Гродненской области Белоруссии. Согласно переписи населения 2009 года в Апалино-Басино проживало 230 человек. Площадь сельского населённого пункта составляет 102,64 га, протяжённость границ — 8,36 км.

## География
Апалино-Басино расположено в 4 км к северо-западу от Дятлово, 150 км от Гродно, 18 км от железнодорожной станции Новоельня. Ближайшими населёнными пунктами являются деревни Ятвезь, Каменка, Запашка, Немковичи. С близлежащими населёнными пунктами деревня связана местными автомобильными дорогами Н6083 Дятлово — Разважье — Хвиневичи и Н6084 Апалино-Басино — Мировщина — Вензовец.

## История
В 1905 году Апалино-Басино (фольварк Басино) — деревня в Пацевской волости Слонимского уезда Гродненской губернии (6 жителей).
В 1921—1939 годах Апалино-Басино находилось в составе межвоенной Польской Республики. В этот период деревня относилась к сельской гмине Пацевщина Слонимского повята Новогрудского воеводства. В сентябре 1939 года Апалино-Басино вошло в состав БССР.
С 12 октября 1940 года Апалино-Басино — деревня в Юровичском сельсовете Дятловского района Барановичской области. В 1969 году в Апалино-Басино имелось 31 домохозяйство, 105 жителей.
В 1996 году Апалино-Басино входило в состав Вензовецкого сельсовета и являлось центром колхоза «Заря». В деревне насчитывалось 81 хозяйство, проживало 245 человек.
13 июля 2007 года деревня была передана из Вензовецкого в Дятловский сельсовет.

## Достопримечательности
- Памятник 31 земляку, погибшему в годы Великой Отечественной войны[3].